# Parole contre parole
Pour plus de détails, voir Fiche technique et Distribution.
Parole contre parole est un téléfilm français réalisé par Didier Bivel sur un scénario de Gianguido Spinelli et Gilda Piersanti.

## Synopsis
Laura, commissaire-priseur, est violée par Guillaume lors d'une soirée. Ce dernier retrouve sa femme assassinée en rentrant chez lui.

## Fiche technique
- Réalisation : Didier Bivel
- Scénario : Gianguido Spinelli et Gilda Piersanti d'après une idée originale de Gianguido Spinelli
- Producteurs : Sophie Deloche
- Sociétés de production : Astharté et Compagnie, France Télévisions, Radio-télévision belge de la Communauté française, Be-Films
- Musique originale : Nicolas Errèra
- Diffusion :
  -  Suisse : 30 août 2017 sur RTS Un
  -  Belgique  Luxembourg : 28 septembre 2017 sur La Une
  -  France : 10 février 2018 au Festival de Luchon
  -  France  Monaco  Andorre : 2 mai 2018 sur France 2

## Distribution
- Elsa Lunghini : Laura Wagner
- François Vincentelli : Guillaume Miller
- Patrick Ridremont : Besson
- Nathalie Blanc : Jessie
- Sara Martins : Anna
- Julie Bargeton : Marguerite
- Réginald Huguenin : Maître Nodier
- Laure Marsac : Louise Gauthier
- Xavier Robic : Maxime
- Florence Huige : le juge Myriam Daguet

## Tournage
Le tournage s'est déroulé entre le 26 novembre et le 23 décembre 2016 en Gironde et dans les Landes.

## Récompense
- 2018 : prix d'interprétation féminine au Festival de Luchon pour Elsa Lunghini[3].